# 결혼하자 맹꽁아!
《결혼하자 맹꽁아!》는 2024년 10월 7일부터 2025년 4월 8일까지 방송된 KBS 1TV 일일 드라마다.

## 기획 의도
이혼,재혼,졸혼 등 결혼의 다양한 모습을 보여줌으로써 행복의 진정한 의미를 묻고 모든 세대의 공감과 웃음을 자아내는 유쾌한 가족 드라마

## 방송 시간
| 방송 채널 | 방송 기간                        | 방송 시간                          | 방송 분량 |
| --------- | -------------------------------- | ---------------------------------- | --------- |
| KBS 1TV   | 2024년 10월 7일 ~ 2025년 4월 8일 | 매주 평일 오후 8시 30분 ~ 오후 9시 | 30분      |

## 제작진

### 제작사
- 몬스터 유니온 : KBS 1TV 일일 드라마 《내 눈에 콩깍지》, KBS 1TV 일일 드라마 《수지맞은 우리》
- DK E&M : KBS 2TV 일일 드라마 《여자의 비밀》, KBS 2TV 주말 드라마 《하나뿐인 내편》, KBS 2TV 일일 드라마 《태풍의 신부》

### 극본
- 송정림 : KBS 1TV TV 소설 《너와 나의 노래》(집필), KBS 1TV 신년 특집 드라마 《세상의 아침》(집필), KBS 1TV TV 소설 《약속》(집필), SBS 아침 드라마 《녹색마차》(집필), SBS 아침 드라마 《미쓰 아줌마》(집필), KBS 2TV 일일 드라마 《여자의 비밀》(집필), MBC 주말 특별 기획 드라마 《슬플 때 사랑한다》(집필), KBS 2TV 일일 드라마 《태풍의 신부》(집필) 집필

### 연출
- 김성근 : KBS 2TV 수목 드라마 《명성황후》(공동 연출), KBS 2TV 《드라마시티 - 아주 특별한 동행》(연출), KBS 2TV TV 소설 《당신 옆이 좋아》(공동 연출), KBS 2TV 《드라마시티 - 빌보드 키드, 수자》(연출), KBS 2TV 《드라마시티 - 오줌장군》(연출), KBS 1TV 대하 드라마 《무인시대》(공동 연출), KBS 2TV 주말 드라마 《인생이여 고마워요》(연출), KBS 2TV 대하 드라마 《대왕 세종》(공동 연출), KBS 1TV 일일 드라마 《다 함께 차차차》(공동 연출), KBS 2TV 주말 드라마 《넝쿨째 굴러온 당신》(책임 프로듀서), KBS 2TV TV 소설 《사랑아 사랑아》(책임 프로듀서), KBS 2TV 수목 드라마 《전우치》(책임 프로듀서), KBS 2TV TV 소설 《삼생이》(책임 프로듀서), KBS 2TV 주말 드라마 《현재는 아름다워》(연출), KBS 1TV 일일 드라마 《우당탕탕 패밀리》(연출) 연출

## 등장 인물
- (†) 표시는 드라마 상에서 최종적으로 사망한 인물이다.

### 주요 인물
- 박하나 : 맹공희 역 (아역 : 강혜린) - 이 드라마의 메인 여자 주인공. 명자와 경태의 딸이자 공부의 누나. 순이의 손녀. 경복과 경솔의 조카. 수연의 전 시누이. 홍단의 시누이. 노아. 레아의 고모. 제이그룹 계약직 디자이너이자 신사업 팀장. 단수(구건)의 소꿉친구. 단수를 좋아함. 드리와 해준의 며느리. 단수의 아내. 익선의 손주며느리. 구름의 어머니. 민기의 전처.
- 박상남 : 구단수(본명 : 구건, 예명 : 홀리[2]) 역 (아역 : 김서하) - 이 드라마의 메인 남자 주인공. 제이스그룹 익선의 손자. 해준과 오드리(오정은)의 친아들. 지나의 맞선남. 공희의 소꿉친구이자 공희와 같은 제이그룹 계약직 신입사원이자회장. 공희네 집 하숙생. 공희를 좋아함. 공희의 남편. 구름의 아버지. 명자와 경태의 사위. 죽은 순이의 손녀사위. 노아와 레아의 고모부.
- 김사권 : 서민기 역 - 이 드라마의 서브 남자 주인공이자 서브 빌런. 제이스그룹 마케팅팀 팀장. 덕수와 주리의 외아들. 지나의 남편. 공희의 전남편.
- 이연두 : 강지나 역 - 이 드라마의 서브 여자 주인공이자 메인 악녀 및 중간 보스. 도도그룹 상미의 딸. 제이스패션 디자인팀사원. 단수(구건)의 맞선녀. 주리와 덕수의 며느리. 민기의 아내

### 공희네 가족
- 양미경 : 강명자 역 (아역 : 민채은) - 순이의 딸. 경솔의 형수. 경태의 아내이자 공부와 공희 남매의 어머니. 노아의 친할머니. 수연의 전 시어머니. 홍단의 시어머니. 경복의 여고 동창이자 올케. 드리(본명:오정은) 해준의 사돈. 단수의 장모.

- 최재성 : 맹경태 역 - (직업: 전직 형사) 죽은 순이의 사위. 명자의 남편. 공부와 공희 남매의 아버지. 경복과 경솔 남매의 맏이. 노아의 친할아버지. 수연의 전 시아버지. 홍단의 시아버지. 드리(본명:오정은) 해준의 사돈. 단수의 장인

- 반효정 : 임순이 역 († 2회 ~ 107회) - 명자의 엄마. 경태의 장모. 공부와 공희 남매의 외할머니. 노아의 증조할머니. 수연의 전 시할머니. 홍단의 시할머니. 107회에서 건강악화로 사망.

- 이은형 : 맹공부 역 - 맹산부인과 의사. 명자와 경태의 아들. 순이의 손자. 경복과 경솔의 조카. 공희의 남동생.홍단의 남편. 수연의 전남편. 노아와 레아의 아버지. 단수의 손윗 처남.

- 윤복인 : 맹경복 역 - 경태의 여동생이자 명자의 시누이. 경솔의 누나. 공부와 공희 남매의 고모. 노아와 레아의 고모 할머니. 홍단의 시고모. 명자와 주리의 여고 동창. 명자의 집 근처 상가에서 ‘맹만두’ 집을 운영.

- 이병훈 : 맹경솔 역 (2회 ~ 125회) - 경태와 경복의 늦둥이 동생. 공부, 공희의 작은아버지(삼촌). 노아의 작은할아버지. 명자의 시동생. 홍단의 시숙부. 영금의 상가에서 작은 펍을 운영.

- 윤지오 : 맹노아 역 (56회 ~ 125회) - 공부와 수연의 친아들이자 홍단의 아들. 공희의 조카. 레아의 이복오빠. 구름의 사촌 형.

### 단수네 가족
- 양희경 : 황익선 역 - 이 드라마의 메인 악역. 죽은 해준의 어머니. 오드리(본명:오정은)의 시어머니. ㈜제이스그룹 총수. 단수의 친 할머니. 죽은 순이의 사돈.

### 제이스패션 사람들
- 박탐희 : 엄홍단 역 - ㈜제이스패션 디자인팀 소속 유능한 패션회사의 대리. 공부의 아내. 노아의 어머니이자 레아의 친어머니. 공희의 올케언니. 명자와 경태의 며느리. 경복과 경솔의 조카며느리. 순이의 손주며느리.

- 이명호 : 이중성 역 - ㈜제이스그룹 패션사업본부 본부장

- 한윤지 : 허유라 역 - ㈜제이스그룹 패션사업본부 정규직 사원

### 그 외 인물들
- 최수린 : 오드리(본명:오정은) 역 - 단수의 친어머니. 죽은 해준의 전처. 익선의 전 며느리. 공희의 시어머니. 옷 수선집 ‘티파니’의 사장. 찰랑거리는 긴 생머리에 화사한 미소. 팍팍한 시장 골목에 생기를 불어넣는 묘령의 여인. 꽃길만 걸었을 것 같지만, 속에는 피눈물 어린 사연을 품고 있다.

- 전수경 : 정주리역 - 고교시절 경태의 첫사랑. 제이스그룹 비서실장인 덕수의 아내이자 민기의 어머니. 구름의 친할머니. 명자와 경복의 고교 동창. 명자의 라이벌. 지나의 시어머니

- 차광수 : 서덕수 역 - 민기의 아버지. 구름의 친할아버지. 익선의 심복이자 비서실장. 주리의 남편. 지나의 시아버지.

- 이칸희 : 한성미 역 - 지나의 어머니이자 도도그룹 사모님.

- 정의갑 : 류시철 역 - 시인이자 도서관에서 시 교실을 운영하고 있다.

- 권아름 : 이수연 역 (53회 ~ 125회) - 공부의 전처. 명자와 경태의 전 며느리. 순이의 전 손주며느리. 경복과 경솔의 전 조카며느리. 노아의 친어머니. 공희의 전 올케언니.

### 기타 인물
- 서광재 : 강명호 역 - 명자의 큰 오빠이자, 순이의 장남. (107회에서 부고문자 중 상주 명단에 언급됨.)

- 미상 : 의사 역

- 미상 : 임순이의 친구 역

- 미상 : 소개팅 남 역

- 이예나 : 수잔 역

- 김준배 : 안상우 역

- 미상 : 김치성 역

- 미상 : 서구름 역 - 구단수와 맹공희의 아들

- 미상 : 맹레아 역 - 맹공부와 엄홍단의 딸. 노아의 이복동생

- 미상 : 한진국 역

- 미상 : 구단수의 맞선녀 역

- 미상 : 맹공희의 소개팅 남 역

### 특별출연
- 김혁 : 구해준 역 (†, 5회, 43회, 51회, 79회, 81회 ~ 82회) - 익선의 아들. 오드리(본명:오정은)의 전남편. 단수의 친아버지. 공희의 시아버지

## 시청률
최저 시청률과 최고 시청률은 시청률 조사회사와 지역별로 시청률에 차이가 있을 수 있습니다.
| 2024년  | 2024년    | 2024년         | 2024년         | 2024년       |
| 회차    | 방송일    | TNMS 시청률    | AGB 시청률     | AGB 시청률   |
| 회차    | 방송일    | 대한민국(전국) | 대한민국(전국) | 서울(수도권) |
| ------- | --------- | -------------- | -------------- | ------------ |
| 제1회   | 10월 7일  | -              | 13.2%          | 11.6%        |
| 제2회   | 10월 8일  | -              | 11.1%          | 9.6%         |
| 제3회   | 10월 9일  | -              | 11.1%          | 9.5%         |
| 제4회   | 10월 10일 | -              | 12.6%          | 11.0%        |
| 제5회   | 10월 11일 | -              | 10.3%          | 9.0%         |
| 제6회   | 10월 14일 | -              | 11.4%          | 10.1%        |
| 제7회   | 10월 15일 | -              | 8.9%           | 7.8%         |
| 제8회   | 10월 16일 | -              | 11.8%          | 10.3%        |
| 제9회   | 10월 17일 | -              | 11.8%          | 10.3%        |
| 제10회  | 10월 18일 | -              | 10.7%          | 8.8%         |
| 제11회  | 10월 21일 | -              | 10.7%          | 9.5%         |
| 제12회  | 10월 22일 | -              | 12.0%          | 10.3%        |
| 제13회  | 10월 23일 | -              | 10.6%          | 9.4%         |
| 제14회  | 10월 24일 | -              | 12.2%          | 10.1%        |
| 제15회  | 10월 25일 | -              | 10.3%          | 8.4%         |
| 제16회  | 10월 28일 | -              | 10.8%          | 9.0%         |
| 제17회  | 10월 29일 | -              | 11.5%          | 10.0%        |
| 제18회  | 10월 30일 | -              | 11.1%          | 9.9%         |
| 제19회  | 10월 31일 | -              | 11.2%          | 9.6%         |
| 제20회  | 11월 1일  | -              | 11.0%          | 9.6%         |
| 제21회  | 11월 4일  | -              | 12.2%          | 10.9%        |
| 제22회  | 11월 5일  | -              | 11.4%          | 9.9%         |
| 제23회  | 11월 6일  | -              | 11.8%          | 10.3%        |
| 제24회  | 11월 7일  | -              | 11.6%          | 9.9%         |
| 제25회  | 11월 8일  | -              | 11.2%          | 10.0%        |
| 제26회  | 11월 11일 | -              | 12.1%          | 10.2%        |
| 제27회  | 11월 12일 | -              | 11.6%          | 9.9%         |
| 제28회  | 11월 13일 | -              | 11.4%          | 9.7%         |
| 제29회  | 11월 14일 | -              | 12.5%          | 10.8%        |
| 제30회  | 11월 15일 | -              | 11.9%          | 10.3%        |
| 제31회  | 11월 18일 | -              | 12.0%          | 10.7%        |
| 제32회  | 11월 19일 | -              | 11.3%          | 9.1%         |
| 제33회  | 11월 20일 | -              | 11.5%          | 10.0%        |
| 제34회  | 11월 21일 | -              | 11.6%          | 9.8%         |
| 제35회  | 11월 22일 | -              | 10.9%          | 9.5%         |
| 제36회  | 11월 25일 | -              | 11.8%          | 10.5%        |
| 제37회  | 11월 26일 | -              | 11.6%          | 9.9%         |
| 제38회  | 11월 27일 | -              | 11.3%          | 9.6%         |
| 제39회  | 11월 28일 | -              | 12.3%          | 10.7%        |
| 제40회  | 11월 29일 | -              | 11.8%          | 10.0%        |
| 제41회  | 12월 2일  | -              | 12.6%          | 10.3%        |
| 제42회  | 12월 3일  | -              | 12.3%          | 10.1%        |
| 제43회  | 12월 4일  | -              | 10.5%          | 8.4%         |
| 제44회  | 12월 5일  | -              | 11.0%          | 9.3%         |
| 제45회  | 12월 9일  | -              | 11.5%          | 9.8%         |
| 제46회  | 12월 10일 | -              | 11.7%          | 9.8%         |
| 제47회  | 12월 13일 | -              | 9.7%           | 8.2%         |
| 제48회  | 12월 16일 | -              | 11.8%          | 9.6%         |
| 제49회  | 12월 17일 | -              | 11.7%          | 9.6%         |
| 제50회  | 12월 18일 | -              | 12.0%          | 10.3%        |
| 제51회  | 12월 19일 | -              | 12.5%          | 10.5%        |
| 제52회  | 12월 20일 | -              | 11.9%          | 10.3%        |
| 제53회  | 12월 23일 | -              | 12.7%          | 11.1%        |
| 제54회  | 12월 24일 | -              | 11.5%          | 10.0%        |
| 제55회  | 12월 25일 | -              | 12.5%          | 10.3%        |
| 제56회  | 12월 26일 | -              | 13.2%          | 11.4%        |
| 제57회  | 12월 27일 | -              | 11.9%          | 10.4%        |
| 제58회  | 12월 30일 | -              | 11.7%          | 9.7%         |
| 제59회  | 12월 31일 | -              | 11.4%          | 9.8%         |
| 2025년  |           |                |                |              |
| 제60회  | 1월 1일   | -              | 12.8%          | 11.4%        |
| 제61회  | 1월 2일   | -              | 13.2%          | 11.7%        |
| 제62회  | 1월 3일   | -              | 13.3%          | 12.2%        |
| 제63회  | 1월 6일   | -              | 13.7%          | 12.3%        |
| 제64회  | 1월 7일   | -              | 13.3%          | 11.8%        |
| 제65회  | 1월 8일   | -              | 13.5%          | 11.8%        |
| 제66회  | 1월 9일   | -              | 13.5%          | 11.7%        |
| 제67회  | 1월 10일  | -              | 13.2%          | 12.0%        |
| 제68회  | 1월 13일  | -              | 14.0%          | 12.4%        |
| 제69회  | 1월 14일  | -              | 13.3%          | 12.2%        |
| 제70회  | 1월 16일  | -              | 14.6%          | 13.3%        |
| 제71회  | 1월 17일  | -              | 13.6%          | 12.4%        |
| 제72회  | 1월 20일  | -              | 14.4%          | 12.5%        |
| 제73회  | 1월 21일  | -              | 13.4%          | 12.2%        |
| 제74회  | 1월 22일  | -              | 13.3%          | 12.4%        |
| 제75회  | 1월 23일  | -              | 14.7%          | 13.3%        |
| 제76회  | 1월 24일  | -              | 13.8%          | 12.5%        |
| 제77회  | 1월 27일  | -              | 13.1%          | 11.6%        |
| 제78회  | 1월 28일  | -              | 9.9%           | 8.5%         |
| 제79회  | 1월 29일  | -              | 9.6%           | 8.4%         |
| 제80회  | 1월 30일  | -              | 13.4%          | 12.5%        |
| 제81회  | 1월 31일  | -              | 13.9%          | 13.0%        |
| 제82회  | 2월 3일   | -              | 14.6%          | 12.4%        |
| 제83회  | 2월 4일   | -              | 13.9%          | 12.0%        |
| 제84회  | 2월 5일   | -              | 13.9%          | 12.6%        |
| 제85회  | 2월 6일   | -              | 14.7%          | 12.9%        |
| 제86회  | 2월 7일   | -              | 14.5%          | 12.9%        |
| 제87회  | 2월 10일  | -              | 13.7%          | 11.3%        |
| 제88회  | 2월 11일  | -              | 13.1%          | 10.8%        |
| 제89회  | 2월 12일  | -              | 13.2%          | 11.5%        |
| 제90회  | 2월 13일  | -              | 13.4%          | 11.4%        |
| 제91회  | 2월 14일  | -              | 13.7%          | 11.5%        |
| 제92회  | 2월 17일  | -              | 14.4%          | 12.2%        |
| 제93회  | 2월 18일  | -              | 13.7%          | 12.0%        |
| 제94회  | 2월 19일  | -              | 14.1%          | 12.3%        |
| 제95회  | 2월 20일  | -              | 15.1%          | 13.1%        |
| 제96회  | 2월 21일  | -              | 13.6%          | 12.0%        |
| 제97회  | 2월 24일  | -              | 14.2%          | 12.3%        |
| 제98회  | 2월 25일  | -              | 14.1%          | 11.8%        |
| 제99회  | 2월 26일  | -              | 13.9%          | 11.9%        |
| 제100회 | 2월 27일  | -              | 14.4%          | 12.4%        |
| 제101회 | 2월 28일  | -              | 14.4%          | 12.1%        |
| 제102회 | 3월 3일   | -              | 16.0%          | 14.2%        |
| 제103회 | 3월 4일   | -              | 14.8%          | 13.0%        |
| 제104회 | 3월 5일   | -              | 15.1%          | 13.3%        |
| 제105회 | 3월 6일   | -              | 15.0%          | 13.6%        |
| 제106회 | 3월 7일   | -              | 14.6%          | 12.4%        |
| 제107회 | 3월 10일  | -              | 14.5%          | 12.4%        |
| 제108회 | 3월 11일  | -              | 14.3%          | 12.6%        |
| 제109회 | 3월 12일  | -              | 14.4%          | 12.8%        |
| 제110회 | 3월 13일  | -              | 14.7%          | 12.8%        |
| 제111회 | 3월 14일  | -              | 13.6%          | 12.0%        |
| 제112회 | 3월 17일  | -              | 14.3%          | 12.4%        |
| 제113회 | 3월 18일  | -              | 12.7%          | 10.9%        |
| 제114회 | 3월 19일  | -              | 13.4%          | 11.1%        |
| 제115회 | 3월 20일  | -              | 13.7%          | 12.4%        |
| 제116회 | 3월 21일  | -              | 14.3%          | 12.7%        |
| 제117회 | 3월 24일  | -              | 14.3%          | 12.2%        |
| 제118회 | 3월 25일  | -              | 12.9%          | 10.9%        |
| 제119회 | 3월 28일  | -              | 13.2%          | 11.1%        |
| 제120회 | 3월 31일  | -              | 14.3%          | 12.6%        |
| 제121회 | 4월 1일   | -              | 13.9%          | 11.9%        |
| 제122회 | 4월 2일   | -              | 13.7%          | 11.9%        |
| 제123회 | 4월 3일   | -              | 13.6%          | 11.9%        |
| 제124회 | 4월 7일   | -              | 14.1%          | 11.7%        |
| 제125회 | 4월 8일   | -              | 13.4%          | 11.5%        |

## 결방 사유 및 연장
- 2024년 12월 6일 : 《KBS 뉴스특보 - 대통령 탄핵 표결 D-1》 편성으로 인한 결방.
- 2024년 12월 11일 ~ 2024년 12월 12일 : 《특집 KBS 뉴스 9》 편성으로 인한 결방.
- 2025년 1월 15일 : 《KBS 뉴스특보 - 윤석열 대통령 체포, 조사 중》 편성으로 인한 결방.
- 2025년 3월 26일 ~ 2025년 3월 27일 : 《KBS 뉴스특보》 편성으로 인한 결방.
- 2025년 4월 4일 : 《KBS 뉴스특보》 편성으로 인한 결방.
- 결혼하자 맹꽁아! 방영 분량이 120부작에서 5회 연장되어 125부작으로 변경 및 확정되었다.

## OST
- Part.1 안예슬, 주원탁 - 결혼해 줄래(2024. 10. 14. 발매)[4]
- Part.2 숙희 - 이별이 이렇게 힘들 거라고(2024. 10. 28. 발매)
- Part.3 길미 - 사랑은 오래된 책 속에 냄새처럼(2024. 11. 4. 발매)
- Part.4 코다 브릿지 - 왠지(2024. 11. 11. 발매)
- Part.5 여은 - 사진 속 우리(2024. 11. 14. 발매)
- Part.6 별은 - 미소를 띄우며 나를 보낸 그 모습처럼(2024. 11. 18. 발매)[5]
- Part.7 숙희 - 소녀와 가로등(2024. 11. 19. 발매)[6]
- Part.8 이동윤 - 기다리고 기다려도(2024. 11. 25. 발매)
- Part.9 소울크라이 - 미소를 띄우며 나를 보낸 그 모습처럼(2024.12. 2. 발매)[7]
- Part.10 윈 - 멍하니 앉아(2024. 12. 9. 발매)
- Part.11 조문근 - 건배(2024. 12. 16. 발매)
- Part.12 박앵두(앵두걸스) - 미소를 띄우며 나를 보낸 그 모습처럼(2024. 12. 23. 발매)
- Part.13 제이세라 - 그리움만 쌓이네(2024. 12. 30. 발매)여진의 원곡이다.
- Part.14 송민경 - 고마운 사람에게(2025. 1. 6. 발매)
- Part.15 안예슬 - 그리움만 쌓이네(2025. 1. 8. 발매)여진의 원곡이다.
- Part.16 한경일 - 사랑은 예고 없이 끝나잖아(2025. 1. 13. 발매)
- Part.17 지세희 - 차라리 벌써 질렸다고 말해주지 그랬어(2025. 1. 20. 발매)
- Part.18 장혜리 - 그 사람 그대입니다(2025. 1. 24. 발매)
- Part.19 모닝커피 - 슬프고도 아름답던(2025. 2. 3. 발매)
- Part.20 조아서 - 이게 운명인가 봐(2025. 2. 10. 발매)
- Part.21 디케이소울 - 사랑할게 널 언제나(2025. 2. 17. 발매)
- Part.22 유수현(미니마니) - 이별 두 글자(2025. 2. 24. 발매)
- Part.23 리디아 - 괜찮은 척 할 뿐이죠(2025. 3. 3. 발매)
- Part.24 윤채아 - 흩날리는 꽃잎처럼(2025. 3. 10. 발매)
- Part.25 정예준 - 가져가주라(2025. 3. 12. 발매)
- Part.26 란 - 다시 볼 수 있을까(2025. 3. 17. 발매)
- Part.27 우은미 - 우린 없던 것처럼(2025. 3. 24. 발매)
- Part.28 비비안 - 너 없는 밤을 보내(2025. 3. 31. 발매)

## 수상 목록
- 2024년 KBS 연기대상 남자 신인상 (박상남)
- 2024년 KBS 연기대상 일일드라마 부문 여자 우수상 (박하나)